# Бугры (Ульяновская область)
Бугры — упразднённый посёлок в Базарносызганском районе Ульяновской области России. Входил в состав Базарносызганского городского поселения. В 2004 году включен в состав рабочего посёлка Базарный Сызган и исключен из учётных данных.

## География
Посёлок находился в западной части Ульяновской области, в лесостепной зоне, в пределах Приволжской возвышенности, на правом берегу реки Сызганка. Ныне представляет собой улицу Осиновка в западной части поселка Базарный Сызган.

## Население
Согласно переписи 2002 года в посёлке проживало 30 человек, из которых русские составляли 77 % населения, немцы — 13 %.